# Подольский пожар (1811)

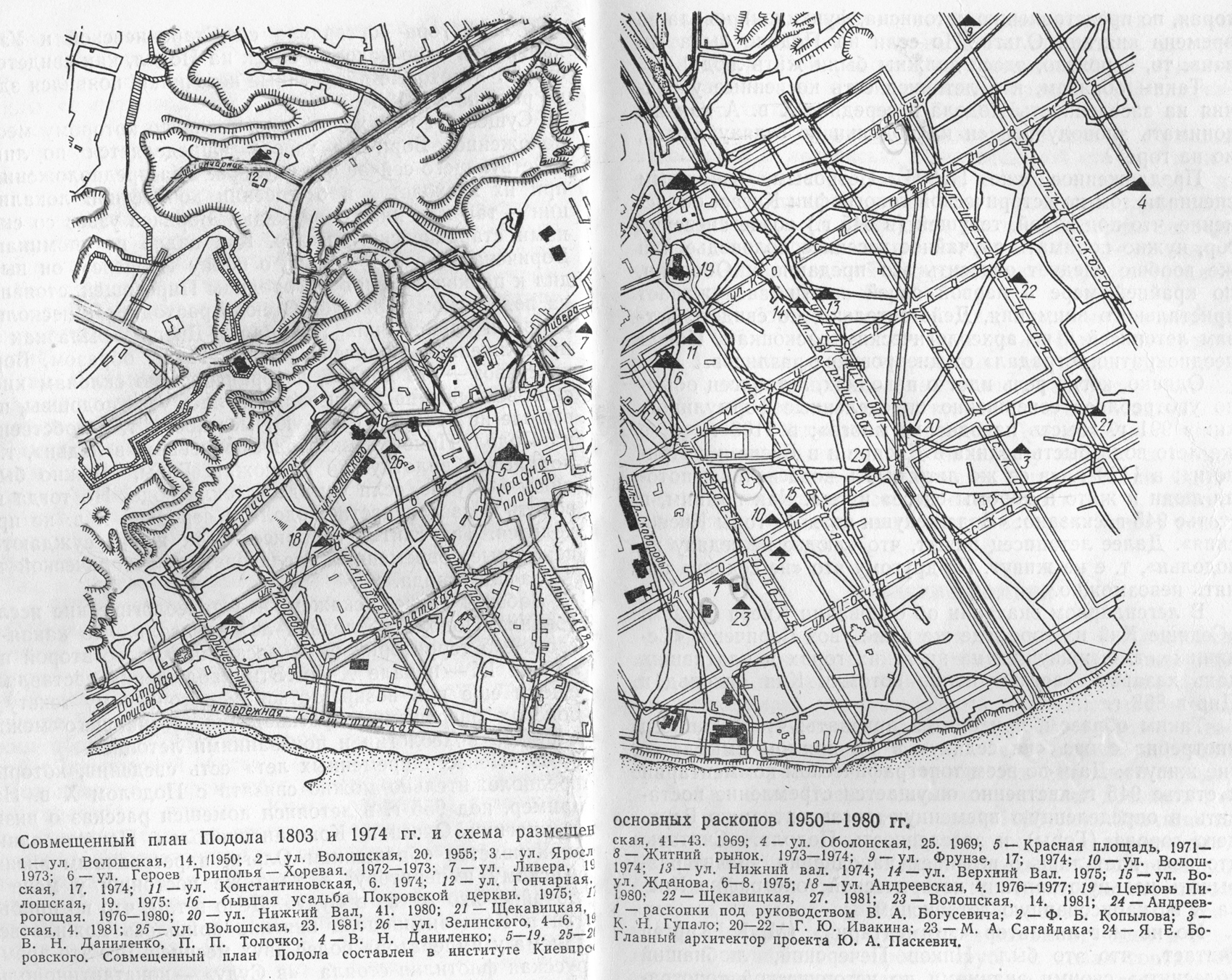
Совмещенный план Подола 1804 и 1974 гг. Из книги К. Н. Гупало «Подол в древнем Киеве»

Подольский пожар 1811 года — один из крупнейших и катастрофических пожаров в истории Киева. Главный район города — Подол стал жертвой стечения многих обстоятельств. Есть мнение, что накануне Отечественной войны 1812 года поджог совершили либо французские шпионы, либо, скорее, отечественные провокаторы. Подобный пожар Москвы через год случился при вступлении французских войск, и его причины также остались не до конца выяснены.

## История
Пожар начался в тупике узкой улицы поблизости от Житнего рынка и церкви Николая Притиска. Из-за узости и скученности Подольских улочек пожарные не смогли своевременно локализовать пожар, и он быстро охватил весь район. Сухая, жаркая погода способствовала горению деревянной застройки (деревянным было даже уличное покрытие). Пострадали даже каменные сооружения (у них сгорели крыши и окна). Огонь начал подниматься по Владимирскому спуску, который тогда был покрыт деревянным настилом, по направлению к Верхнему городу, но был остановлен.
В целом огненный смерч за три дня 9—11 июля уничтожил свыше 2 тысяч домов, 12 церквей (Покровская церковь и др.), 3 монастыря (Флоровский и др.). В пожаре выстояли лишь отдельно стоящие сооружения: Контрактовый дом (сгорел второй этаж), дом Петра I, дом Мазепы, дом Рыбальского, дом Назария Сухоты, «Останец», отдельные церкви (несильно пострадала Церковь Николы Доброго).
После пожара 1811 года Подол был заново отстроен по проекту киевского архитектора А. И. Меленского и петербургского — Вильяма Гесте. Согласно этому проекту планировка района приобрела модные для того времени регулярные формы. Вместо узеньких и изогнутых улочек были проложены ровные улицы, разделявшие территорию на прямоугольные кварталы. Таким образом, взамен древней исторической планировки появилась сеть улиц, которые можно видеть сегодня.